# 비아르드니 프리드릭손
비아르드니 아우스게이르 프리드릭손(아이슬란드어: Bjarni Ásgeir Friðriksson, 1956년 5월 29일~)은 아이슬란드의 전직 유도 선수이다. 올림픽에 4회 참가했으며 1984년 하계 올림픽 남자 하프헤비급에서 서독의 귄터 노이로이터와 함께 동메달을 획득했다. 그는 아이슬란드 올림픽 참가 선수 중 역대 두 번째로 올림픽 메달을 획득한 선수이며 아이슬란드 최초의 올림픽 동메달리스트이다.
그는 1988년과 1992년 하계 올림픽 개막식에서 아이슬란드 선수단 기수를 맡았다.